# Scuba Schools International

SSI («Scuba Schools International») — международная сеть коммерческих центров и школ подводного плавания по подготовке и сертификации дайверов. Штаб-квартира расположена в США, имеет 35 региональных центров по всему миру, 2500 региональных дилеров, включая более 10 центров в России (в Москве, Санкт-Петербурге, Екатеринбурге и Хабаровске).
Основана Робертом Кларком в 1970 году. С 2014 года принадлежит компании Head, производящей спортивный инвентарь, в том числе для дайвинга.
Спецификой получения сертификации от SSI является обучение не только в соответствии с утвержденной программой, но и обязательно в сертифицированных дайв-центрах или аккредитованных дайв-клубах.
SSI является членом Европейской федерации подводного плавания (EUF) и World Recreational Scuba Training Council.

## SSI Курсы рекреационного дайвинга
- Basic Diver (по стандарту ISO 11121)
- Referral Diver
- Indoor Diver
- Scuba Diver (по стандарту ISO 24801-1)
- Open Water Diver (OWD): базовый сертификат, совместимый со стандартом ISO 24801-2 и соответствующего ГОСТа[5].
- Advanced Open Water Diver: автоматически присваивается по достижении 24 погружений и прохождении 4 дополнительных курсов.
- Diver Stress & Rescue: special training to recognize and handle with stress, prevent accidents and act correctly in an emergency. Considered equivalent to PADI’s Rescue Diver program.
- Master Diver: максимальный уровень в рекреационном дайвинге, присваивается по достижении 50 погружений, прохождении курса «Diver Stress & Rescue» и 4 дополнительных курсов.

Некоторые дополнительные программы и курсы:
- Altitude diver — высотный дайвинг.
- Dry suit diving — погружение с сухим гидрокостюмом.
- EAN Nitrox — использование Нитрокса.
- Night and limited visibility — дайвинг в темное время суток или в условиях ограниченной видимости.
- Perfect buoyancy — управление плавучестью.
- Recreational sidemount diving — использование баллона с боковым креплением.
- River diving — погружение в реках.
- Wreck diving — дайвинг возле затонувших объектов.

Образовательная система SSI

## SSI Курсы фридайвинга
- Try Freediving
- Basic Freediving
- Freediving Level 1 & Pool
- Freediving Level 2
- Freediving Level 3
- Специальный программы фридайвинга:
  - No-Fins Freediving
  - Monofin Freediving
  - Free Immersion
  - Training Tables

## SSI Профессиональные и технические курсы
- XR Nitrox Instructor
- XR Extended Range Instructor
- XR Cavern Diving Instructor
- XR Advanced Wreck Diving Instructor
- XR Technical Extended Range Instructor
- XR Hypoxic Trimix Diving Instructor
- XR Technical Wreck Diving Instructor
- XR Cave Diving Instructor
- XR Full Cave Diving Instructor
- XR Gas Blender Instructor
- XR Nitrox Instructor Trainer
- XR Extended Range Instructor Trainer
- XR Technical Extended Range Instructor Trainer
- XR Hypoxic Trimix Instructor Trainer
- XR International Training Director
- XR Extended Range Foundations
- XR Extended Range / XR Extended Range Limited Trimix
- XR Technical Extended Range Diver / XT Technical Extended Range Trimix Diver
- XR Hypoxic Trimix Diver
- XR Technical Wreck Diver
- XR Cave Diver
- XR Full Cave Diver